# Chapelle d'Ubine

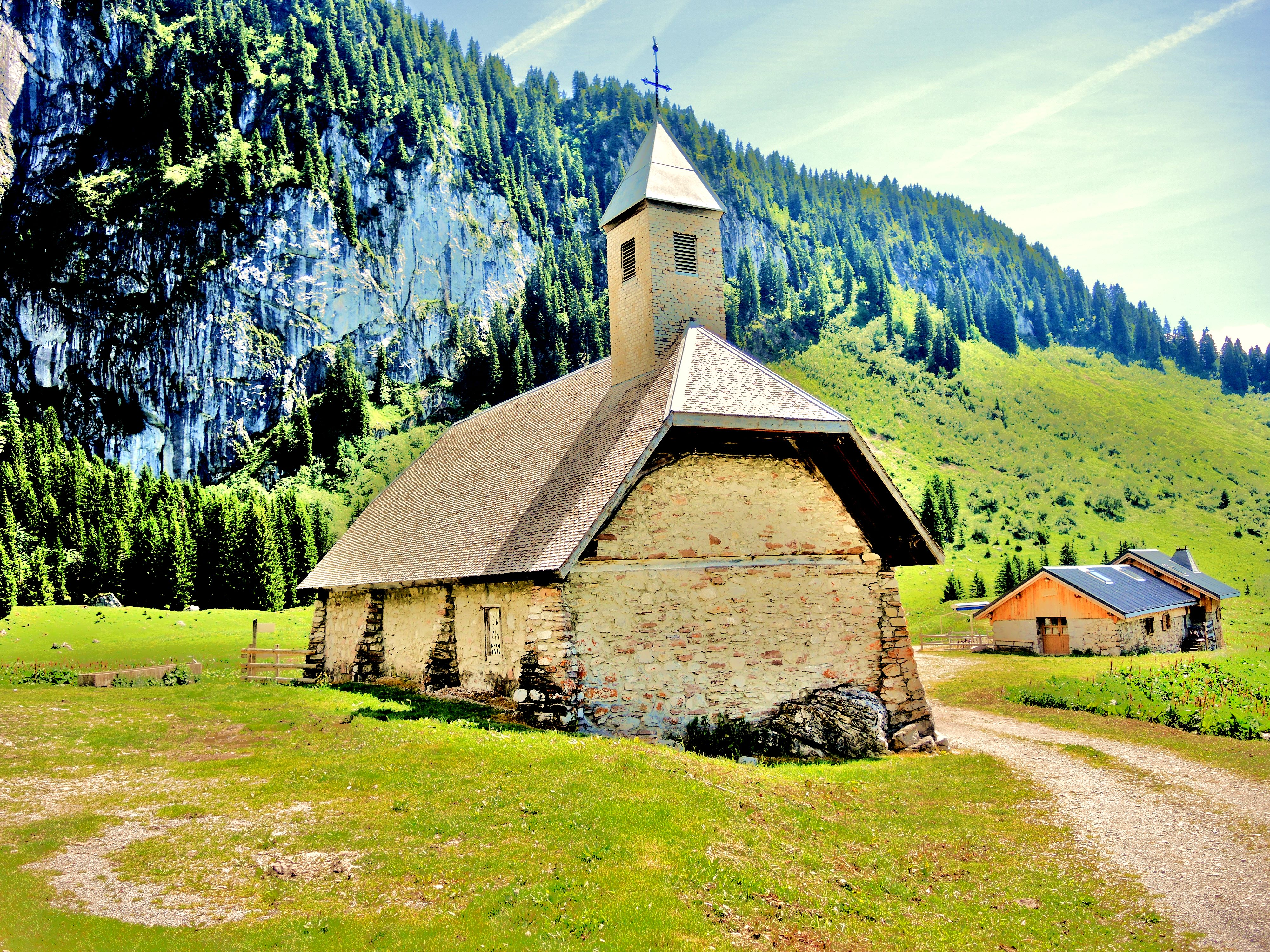
Chapelle d'Ubine.

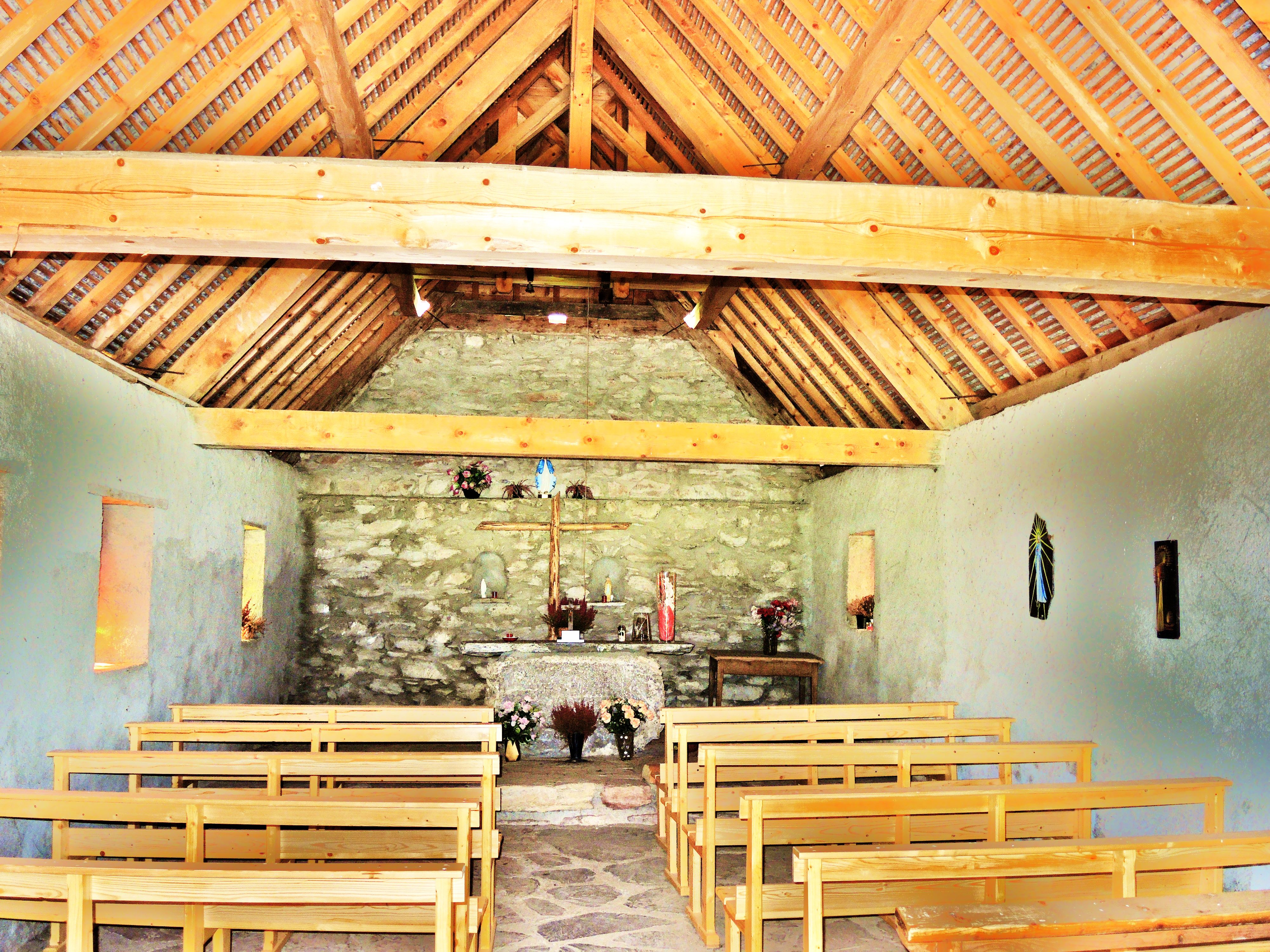
Intérieur de la chapelle d'Ubine.

La chapelle d'Ubine, aussi appelée chapelle Saint-Bernard-de-Menthon, Notre-Dame-de-Bon-Secours, Saint-Guérin, est un édifice religieux catholique, situé en Haute-Savoie, sur la commune de Vacheresse, sur l'alpage d'Ubine.

## Histoire
Après une sévère épizootie au début du XVIIe siècle, les habitants de Chevenoz, de Bonnevaux et de Vacheresse, propriétaires des chalets de Darbon et d'Ubine, dans le Chablais français, demandent à construire des chapelles sur ces montagnes. Le curé de Vacheresse, Pierre Vallet, relaye cette demande. L'évêque saint François de Sales leur en donne l'autorisation le 22 juillet 1611 ; mais seule est construite la chapelle d'Ubine.
Le premier oratoire est construit en 1612. Il est placé sous le vocable du fondateur d'hospices saint Bernard de Menthon,. Devenu trop petit, il est remplacé par un oratoire plus grand, construit en 1656 par Claude Tagand.
Le troisième édifice est la chapelle actuelle, construite de 1798 à 1799, pendant la Révolution française, sous l'égide de Gaspard Monet, vicaire de Vacheresse. Elle est consacrée en 1800, sous le vocable de Saint-Bernard-de-Menthon complété par les vocables de Notre-Dame-de-Bon-Secours et Saint-Guérin.
Par ses dimensions, la vaste chapelle forme une exception dans les alpages de la région. Mais selon Charles Gardelle, il est peu probable qu'il y ait eu là une prière du soir sous la direction du chef berger ; alors que c'est une pratique usuelle sur d'autre alpages communautaires.
Le toit est refait en 1838, en même temps qu'une restauration d'ensemble. Un chemin de croix est ajouté à l'intérieur en 1840. Une nouvelle restauration a lieu en 1970, par l'abbé Clovis Tavernier, avec la réfection de la toiture, la consolidation des murs et un dallage au sol. Une nouvelle cloche remplace en 1973 celle de 1792, bénie en 1798 et volée plus tard.

## Architecture
Le gros œuvre de la chapelle est réalisé en schiste, en grès et en calcaire, avec des moellons mixtes sans chaînage d'angle. Les murs sont soutenus par des contreforts en moellons maçonnés. La toiture est formée de deux longs pans avec des demi-croupes. Un clocheton est édifié au-dessus du chœur, et pourvu d'un toit en tôle ; le reste de la toiture est couvert d'ardoise. Les baies ont des vitraux avec verre épais. La nef unique est sans plafond, la charpente étant apparente. Le chœur est surélevé, avec degré d'accès. Le chevet est plat.